# ベルヌーイ数
ベルヌーイ数 (ベルヌーイすう、英: Bernoulli number、まれに関・ベルヌーイ数とも) は数論における基本的な係数を与える数列の1つ。関数 x/ex − 1 のマクローリン展開 (テイラー展開) の展開係数として定義される:
{\displaystyle f(x)={\frac {x}{e^{x}-1}}=\sum _{n=0}^{\infty }{\frac {B_{n}}{n!}}x^{n}.}
ベルヌーイ数を歴史上で最初に取り扱ったのは日本の関孝和であるが、ほぼ同時期に、関とは独立してスイスの数学者ヤコブ・ベルヌーイが発見したことからこの名がついている。関による発見は、死後の1712年に出版された『括要算法』に記述されており、またベルヌーイによる発見は、死後の1713年に出版された著書『Ars Conjectandi (推測術)』 に記載されている。
ベルヌーイ数は、べき乗和の展開係数にとどまらず、級数展開の係数や剰余項、リーマンゼータ関数においても登場する。また、ベルヌーイ数はすべて有理数である。

## 定義
ベルヌーイ数 Bn を定義する展開式
{\displaystyle f(x)={\frac {x}{e^{x}-1}}=\sum _{n=0}^{\infty }{\frac {B_{n}}{n!}}x^{n}}
から、関数 x/ex − 1 を繰り返し微分していけばベルヌーイ数を得ることができるが、そのような手段でベルヌーイ数を得るのは容易ではない。 ベルヌーイ数を計算するには、マクローリン展開ではなく、次の漸化式を用いる。この漸化式から、ベルヌーイ数がすべて有理数であることがわかる。
{\displaystyle B_{0}=1,\quad {}B_{n}=-{1 \over n+1}\sum _{k=0}^{n-1}{n+1 \choose k}B_{k}.}
ここで、{\displaystyle \left({n+1 \atop k}\right)} は二項係数である。

### 値
以下は、定義の漸化式を用いて、第 29 項までのベルヌーイ数の分子と分母を算出した結果である。
また、オンライン整数列大辞典には10000項までの分母、分子がそれぞれ掲載されている。
- 分母オンライン整数列大辞典の数列 A027642　リスト[3]
- 分子オンライン整数列大辞典の数列 A027641　リスト[4]

| n | 分子 | 分母 |  | n  | 分子   | 分母  |  | n  | 分子            | 分母  |
| - | ---- | ---- |  | -- | ------ | ----- |  | -- | --------------- | ----- |
| 0 | 1    | 1    |  | 10 | 5      | 66    |  | 20 | −174 611        | 330   |
| 1 | −1   | 2    |  | 11 | 0      | —     |  | 21 | 0               | —     |
| 2 | 1    | 6    |  | 12 | −691   | 2 730 |  | 22 | 854 513         | 138   |
| 3 | 0    | —    |  | 13 | 0      | —     |  | 23 | 0               | —     |
| 4 | −1   | 30   |  | 14 | 7      | 6     |  | 24 | −236 364 091    | 2 730 |
| 5 | 0    | —    |  | 15 | 0      | —     |  | 25 | 0               | —     |
| 6 | 1    | 42   |  | 16 | −3 617 | 510   |  | 26 | 8 553 103       | 6     |
| 7 | 0    | —    |  | 17 | 0      | —     |  | 27 | 0               | —     |
| 8 | −1   | 30   |  | 18 | 43 867 | 798   |  | 28 | −23 749 461 029 | 870   |
| 9 | 0    | —    |  | 19 | 0      | —     |  | 29 | 0               | —     |

ベルヌーイ数の漸化式は、上記の関数 f(x) = x/ex − 1 の逆数をテイラー展開し、その 2 つの積が 1 になることから導出できる。その漸化式は厳密な計算には有用であるが、n が大きくなると途中の式の値が非常に大きくなるため、浮動小数点数を使って計算する場合、精度が著しく悪くなる計算として知られている。
奇数番目のベルヌーイ数は B1 以外はすべて 0 であり、偶数番目は B0 を除いて正の数と負の数が交互に並ぶ。 ベルヌーイ数の第 3 項以降の奇数項が 0 となることは、 x/ex − 1 +1/2 x が偶関数であることから証明できる。

### ベルヌーイ数の一般項
第2種スターリング数との関係から、次のようなベルヌーイ数の一般項を算出する公式が存在する。
{\displaystyle B_{n}=\sum _{j=0}^{n}(-1)^{j}\,j^{n}\sum _{m=j}^{n}{\frac {1}{m+1}}{m \choose j}.}
この公式は、総和記号が二重になっているため、上に示した漸化式ほど手軽にベルヌーイ数を計算する公式ではない。

### ベルヌーイ多項式との関係
n ≥ 0 に対して、
{\displaystyle B_{n}(x)=\sum _{k=0}^{n}{n \choose k}B_{n-k}x^{k},}
はベルヌーイ多項式と呼ばれる．また、Bn(0)=Bnが成り立つ．

### 漸近的性質
ベルヌーイ数とリーマンゼータ関数の関係から、
{\displaystyle B_{2n}=(-1)^{n+1}{\frac {2(2n)!}{(2\pi )^{2n}}}\left(1+{\frac {1}{2^{2n}}}+{\frac {1}{3^{2n}}}+{\frac {1}{4^{2n}}}+\dotsb \right)}
が成り立つ。従ってスターリングの公式から、n → ∞ のとき、
{\displaystyle |B_{2n}|\sim 4{\sqrt {\pi n}}\left({\frac {n}{\pi e}}\right)^{2n}}
が成り立つ。

## ベルヌーイ数を用いた級数展開
ベルヌーイ数は、いくつかの双曲線関数と三角関数の級数展開における展開係数となる。 ベルヌーイ数を展開係数とする関数とそのローラン級数による表現を挙げる。 まず、余接関数 (cotangent) のローラン級数展開は次のようになる。
{\displaystyle {\begin{aligned}\coth z&={\frac {1}{z}}+\sum _{k=1}^{\infty }{\frac {2^{2k}B_{2k}}{(2k)!}}z^{2k-1},\\\cot z&={\frac {1}{z}}+\sum _{k=1}^{\infty }(-1)^{k}{\frac {2^{2k}B_{2k}}{(2k)!}}z^{2k-1}.\end{aligned}}}
第 1 の関係式は、ベルヌーイ数が f(x) = x/ex − 1 の展開係数であることを利用して数式変形すれば得られる。 第 2 の関係式は cot z = -i coth (-iz) であることを利用すれば、第 1 の関係式から導き出される。これらの級数の収束半径は |z| < π である。 次に正接関数 (tangent) のテイラー展開は次のようになる。
{\displaystyle \tan z=\sum _{k=1}^{\infty }{\frac {(-1)^{k}\,(2^{2k}-4^{2k})\,B_{2k}}{(2k)!}}z^{2k-1}.}
この関係式は、tan z = cot z − 2cot 2z を利用して余接関数のローラン級数展開を変形すれば導出できる。 なお、この級数の収束半径は |z| < π/2 である。この正接関数のテイラー展開の展開係数による数列はタンジェント数と呼ばれる。 一方、余割関数 (cosecant) は次のようにローラン級数展開される。
{\displaystyle \csc z={\frac {1}{\sin z}}={\frac {1}{z}}+\sum _{k=1}^{\infty }{\frac {(-1)^{k}\,(2-2^{2k})\,B_{2k}}{(2k)!}}z^{2k-1}.}
この関係式は、csc 2z = tan z + cot z/2 を利用すれば導出できる。 なお、この級数の収束半径は |z| < π である。

## べき乗和による導入
ベルヌーイ数は、もともと、連続する整数のべき乗和を定式化する際に、展開係数として導入された。 現代の表記法によって書くならば、定式化するべき乗和とは、
{\displaystyle S_{k}(n)\equiv \sum _{j=0}^{n-1}j^{k}=0^{k}+1^{k}+2^{k}+\cdots +(n-1)^{k}}
なる総和である。この総和は、ベルヌーイ数を用いて、
{\displaystyle S_{k}(n+1)={\frac {1}{k+1}}\sum _{j=0}^{k}{k+1 \choose j}B_{j}\,n^{k-j+1}}
のように書くことができる。 ベルヌーイ数の漸化式は、べき乗和を定式化した際の考察から得られる。 さらに、ベルヌーイ数の指数型母関数が x/ex − 1 となることから、その母関数を現在ではベルヌーイ数の定義とする。
ヤコブ・ベルヌーイは彼の著書『推測術』でベルヌーイ数を導入した際、べき乗和を上に書いたような 0 から n − 1 にわたる和でなく、1 から n にわたる和:
{\displaystyle {\hat {S}}_{k}(n)\equiv \sum _{j=1}^{n}j^{k}=1^{k}+2^{k}+3^{k}+\cdots +n^{k}}
として扱っていた。 ベルヌーイは、その著書で整数のべき乗 nc の和を計算する公式として、次の数式を記している。
{\displaystyle {\begin{aligned}\int n^{c}&={}{\frac {1}{c+1}}n^{c+1}+{\frac {1}{2}}n^{c}+{\frac {c}{2}}An^{c-1}+{\frac {c(c-1)(c-2)}{2\cdot 3\cdot 4}}Bn^{c-3}\\&\quad \quad \quad {}+{\frac {c(c-1)(c-2)(c-3)(c-4)}{2\cdot 3\cdot 4\cdot 5\cdot 6}}Cn^{c-5}\\&\quad \quad \quad {}+{\frac {c(c-1)(c-2)(c-3)(c-4)(c-5)(c-6)}{2\cdot 3\cdot 4\cdot 5\cdot 6\cdot 7\cdot 8}}Dn^{c-7}+\ldots \ldots \end{aligned}}}
この数式に記載されている展開係数 {\displaystyle A,B,C,D,\ldots } がベルヌーイ数 ({\displaystyle B_{2}} 以降) である。ベルヌーイが記した数式は、
{\displaystyle {\hat {S}}_{k}(n)={\frac {1}{k+1}}\sum _{j=0}^{k}{k+1 \choose j}{\hat {B}}_{j}\,n^{k-j+1}}
に相当する。この数式に用いた展開係数 {\displaystyle {\hat {B}}_{j}} は、
{\displaystyle {\hat {B}}_{1}=1/2\,(=-B_{1}),\quad {\hat {B}}_{j}=B_{j}\quad (j\neq 1)}
のように、{\displaystyle j\neq 1} においてベルヌーイ数と一致する。一部の文献では {\displaystyle B_{j}} の代わりに {\displaystyle {\hat {B}}_{j}} をベルヌーイ数と呼んでいる。
一方、日本ではベルヌーイとほぼ同時期に関孝和がべき乗和を定式化し、ベルヌーイ数を発見していた。 そのため、ベルヌーイ数を関・ベルヌーイ数と書いている文献もある。

## 一般ベルヌーイ数
一般ベルヌーイ数は代数的数で、ベルヌーイ数がリーマンゼータ函数の特殊値に関連する方法と同じ方法で、ディリクレの L-関数の特殊値に関連して定義される。
χ を mod f のディリクレ指標とすると、一般ベルヌーイ数 Bk,χ は、
{\displaystyle \sum _{a=1}^{f}\chi (a){\frac {te^{at}}{e^{ft}-1}}=\sum _{k=0}^{\infty }B_{k,\chi }{\frac {t^{k}}{k!}}}
により定義される。B1,1 = 1/2 を除き、任意のディリクレ指標 χ に対し、χ(−1) ≠ (−1)k であれば、Bk,χ = 0 である。
正でない整数におけるリーマンゼータ関数の値とベルヌーイ数の間の関係を一般化し、全ての整数 k ≥ 1 に対し、
{\displaystyle L(1-k,\chi )=-{\frac {B_{k,\chi }}{k}}}
が成り立つ。ここに L(s, χ) は χ のディリクレの L-関数である。